# Имп-арт
Имп-арт (англ. imp-art от impossible — невозможный и art — искусство) или импоссибилизм — самостоятельное направление в оп-арте, нацеленное на изображение невозможных фигур.

## История
Термин «импоссибилизм» придуман Тедди Бруниусом, профессором искусствоведения Копенгагенского университета. Первые картины с элементами невозможности создал М. К. Эшер в районе 1960-х годов, это «Водопад», «Бельведер», «Восхождение и спуск». С 1980 года в этом направлении стало работать много художников, например: З. Кульпа в Польше, создававший невозможные фигуры, работая с тенями; Р. Шепард в США, известный своими изображениями «невозможных» слона и бегемота; С. Дель Прете в Швейцарии, рисовавший «невозможных» людей. Б. Эрнст из Голландии и М. Хамакер (Mathieu Hamaekers) из Бельгии создали макеты из дерева, которые при взгляде с определённой стороны казались невозможными.

## Наиболее яркие представители
- М. К. Эшер (Голландия)
- Оскар Рутерсвард (Швеция)
- Сандро Дель Прете (Швейцария)
- Жос де Мей (Бельгия)